# Vidal (apellido)
Vidal, linaje originario del Reino de Aragón, desde donde pasó a los territorios colindantes: los actuales Cataluña, Rosellón, Valencia y Mallorca. Tuvo también casas solares en las montañas de Burgos, Galicia, Murcia y Andalucía. Varias de sus ramas pasaron a Puerto Rico, Cuba, Argentina y Chile.
Posee blasón español y portugués.
Se sabe que los Vidal tienen o tuvieron radicación, entre otros lugares, en:
- Galicia
- Las Islas Canarias
- Extremadura
- Cataluña
- Andalucía
- Aragón
- La Isla de Mallorca
- Inglaterra, Escocia, Gales o Irlanda.
- Portugal.[2]

Procedente del nombre de bautismo Vidal, del nombre latino Vitalis (de vitalis, -e), 'vital', 'vivaz', 'sano'. Usual en todos los reinos hispánicos y popularizado por varios santos. Documentado como nombre ya en el siglo III con San Vidal, según la tradición, un soldado hispanorromano natural de Tielmes, Madrid, padre de los niños santos Justo y Pastor, martirizados en Complutum (Alcalá de Henares).
Hubo antiguas familias en Aragón, Cataluña, Rosellón (Cataluña francesa), Valencia y Mallorca, desde donde pasaron a otras regiones de España.  
El caballero Bernardo Vidal, consejero del Jaime I de Aragón, asistió a la conquista de Valencia, en el siglo XIII. En el antiguo Reino de Valencia levantaron casas en Morvedre (1244-76), Alcudia de Carlet (1252), Burriana (1256-74), Onda (1256-93), Alcoy (1263-64), Cocentaina (1269), Albaida (1291-1329), Orihuela (1300-1314), Valencia (1306, 16), Peñíscola (1359-1366), Gandía (1373), etc.  
Vicente Vidal era Jurat en Cap de la ciudad de Valencia en 1567, y Patricio Vidal fue su alcalde en 1865.
En Aragón se documenta familias Vidal con notable solar de infanzones en la villa de Magallón, con sepultura propia en la iglesia de Nuestra Señora de la Huerta. Otra antigua e infanzona casa de este apellido hubo en la Ribagorza, desde donde sus ramas se extendieron por las localidades de Castarlenas, Grustán y Graus, para pasar posteriormente a Huesca y Zaragoza.  
En Cataluña, Mateo de Vidal y Despla, Ciudadano Honrado de Barcelona, fue elevado a la alta dignidad de Caballero de la Espuela Dorada del Principado por el emperador Carlos I, asistiendo como tal a las Cortes de Barcelona de 1519.
Muy frecuente en el Valle de Arán, Pallars Sobirá, Cerdaña, la Tierra Alta, Garrigues y el Montsiá. También es frecuente en Matarraña y La Litera. En Baleares, es ligeramente más frecuente en Menorca. También está presente en Murcia, Galicia, León, el Véneto y el Languedoc.
Un análisis genético de la Universidad Pompeu Fabra, obtuvo resultados de 67 de los 72 sujetos voluntarios para el análisis, y resultaron pertenecer a 57 linajes diferentes. Se trata de un apellido genéticamente muy diverso, con muchos orígenes diferentes, como se podía prever a partir de su frecuencia. En algunos casos, Vidal podría ser la traducción del nombre hebreo Hayim; sin embargo, la proporción de cromosomas Y que podría ser de origen judío en los Vidal es, como mucho, de un 10%, al igual que en la población general española.
Según la web sobre genealogía Forebears, actualmente algo más de medio millón de personas se apellidan Vidal en todo el mundo, ocupando este apellido el puesto 1.019º de popularidad. En 2014 los cinco países con más habitantes apellidados Vidal eran Brasil, España, México, Chile y Francia